# Conca d’Oro

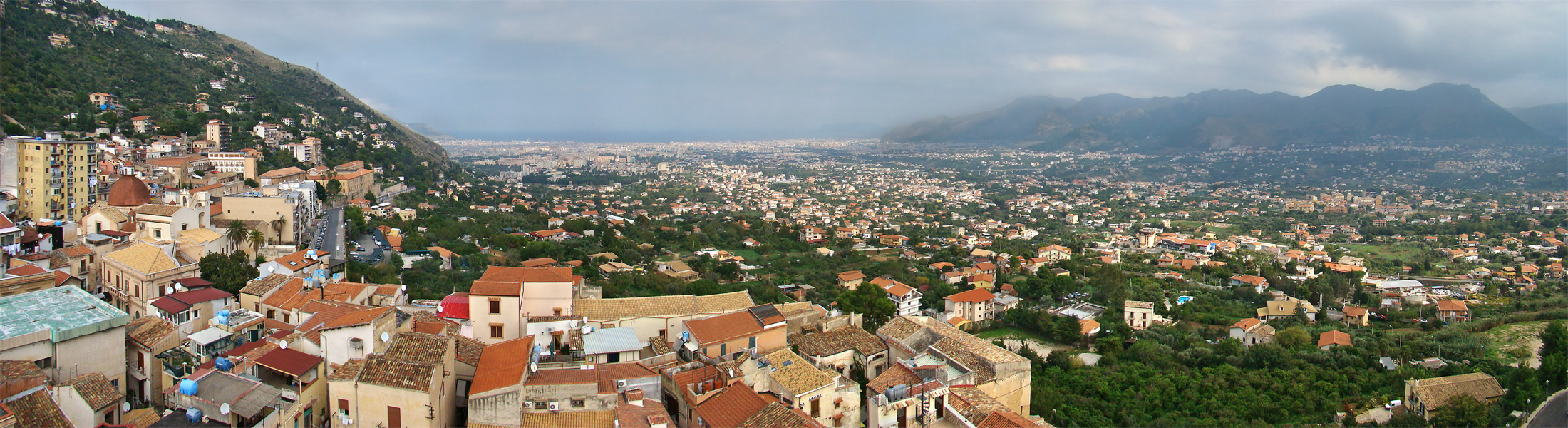
Blick von Monreale auf die Conca d’Oro

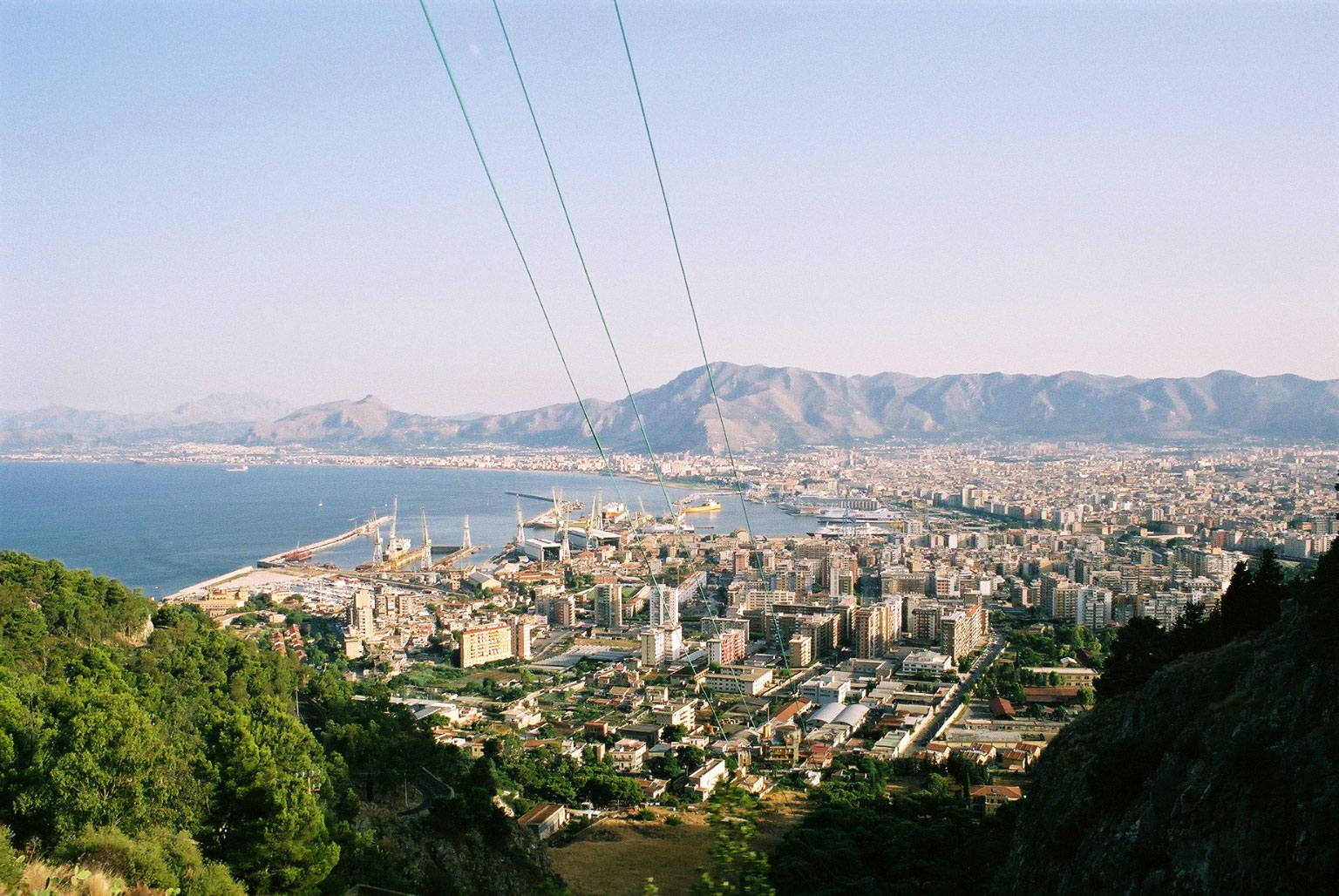
Blick vom Monte Pellegrino auf die Conca d’Oro

Die Conca d’Oro (dt.: Goldenes Becken) ist die Ebene, auf der die sizilianische Hauptstadt Palermo und einige Dörfer im Hinterland liegen. Diese heute weitgehend bebaute Ebene war seit der Eroberung Siziliens durch die Araber im Jahre 831 ein Zentrum des Zitrusanbaus.

## Geografie
Die Ebene bildet ein Becken zwischen dem Tyrrhenischen Meer und den Bergen von Palermo, in dessen Mitte der imposante, 609 m hohe Monte Pellegrino steht. Durch das Tal fließt außerdem der Oreto.
Die Conca d’Oro erstreckt sich über etwa 100 km². Im Osten wird das Tal von den beiden Städten Bagheria und Villabate und ein paar Bergen und im Westen ausschließlich von Bergen begrenzt. Im Norden grenzt sie an das Meer und im Süden zieht sich das Tal ein Stück in die Berge von Palermo. Von hier aus fließt auch der Oreto. Zur Zeit der arabischen Herrschaft gab es in der Conca d’Oro zahlreiche Orangenhaine, woher auch der Name kommt, da die typische Farbe der Früchte Gold war.

## Bebauung
Die meiste Fläche ist von Palermo bedeckt, aber je weiter man ins Inland geht desto unbebauter wird es. Dort befinden sich noch die größeren Städte Monreale und Altofonte und ein paar kleinere Orte.
In den vergangenen 50 Jahren wurde das Gebiet durch die starke unkontrollierte Besiedlung tiefgreifend verändert, was auch als „Sacco di Palermo“ bezeichnet wird. Auf den meisten noch unbebauten Flächen wird eine eher unbekannte, im Ausland jedoch sehr beliebte Mandarinensorte, die Mandarino tardivo di Ciaculli, angebaut.

## Conca d’Oro, der Zitrusfruchtanbau und die Mafia
Im 831 begründeten Emirat von Sizilien wurde zunächst die im Anbau robustere Bitterorange und später auch die schwieriger zu kultivierende Zitrone eingeführt. Mit den regnerischen Wintern und den trockenen Sommern ist Sizilien für den Anbau von Zitrusfrüchten eigentlich nicht prädestiniert. Aufbauend auf den noch vorhandenen Bewässerungssystemen aus römischer Zeit entwickelten arabische Siedler jedoch Bewässerungsmethoden, die den Anbau erlaubten. Ibn Hauqal, der auf seinen weiten Reisen auch Sizilien besuchte, beschreibt in seinem 977 niedergeschriebenen Buch vom Bild der Erde auch die umfangreichen Gärten rund um Palermo, in denen auf Grund der eingeführten Bewässerungsmethoden Orangen- und Zitronenbäume standen.
Sizilien entwickelte sich im 19. Jahrhundert zu einem Hauptproduzenten von Zitronen. Die britische Admiralität bezog im 18. Jahrhundert zunächst noch ihren Zitronensaft aus Spanien, nach der Seeschlacht bei Abukir und der nachfolgenden Eroberung Maltas durch britische Truppen im Jahre 1798 wurde Malta und Sizilien zum Hauptlieferant. Als um die Mitte des 19. Jahrhunderts die britische Admiralität auf den billigeren Limettensaft der Westindischen Inseln umstellte, bestanden zwischen Sizilien und Nordamerika bereits so umfangreiche Handelsbeziehungen, dass dies keine weitreichenden Folgen für die sizilianische Wirtschaft hatte: Die ersten Zitronen aus Sizilien wurden 1807 nach Nordamerika verschifft und im Jahr 1830 liefen ganzjährig Schiffe beladen mit Orangen und Zitronen aus Sizilien in New York ein.
Der Anbau von Zitronen war wegen der höheren Produktionsmenge wirtschaftlicher als der Anbau von Orangen. Zitronen überstanden außerdem auch die Überfahrt nach Nordamerika besser: Vor dem Beginn der Beginn der Dampfschifffahrt benötigte ein Segelfrachter von Palermo bis nach New York durchschnittlich 45 Tage. Entsprechend entfielen zwei Drittel der Zitrusproduktion Siziliens auf Zitronen. Die Gewinnmarge aus diesem Anbau war im Jahre 1860 außerdem höher als jede andere landwirtschaftliche Produktion Europas. Zum Zentrum des Anbaus auf Sizilien entwickelte sich die etwa 100 Quadratkilometer große Ebene Conca d’Oro.
Es waren jedoch umfangreiche Investitionen notwendig, bevor auf den armen und häufig steinigen Böden der Conca d’Oro Zitrusfrüchte angebaut werden konnten. Häufig musste er zunächst mit Opuntien bepflanzt werden, um den Boden zu lockern. Mauern mussten um die Plantagen gezogen werden, um die jungen Bäume sowohl vor kalten Winden als auch vor Dieben zu schützen, Brunnen mussten gegraben und Bewässerungssysteme installiert werden, Wege zu den Plantagen gebaut und dort Schuppen errichtet werden, um Werkzeuge und geerntete Früchte zu lagern. Waren die Bäume gepflanzt, dauerte es etwa acht Jahre, bis sie Früchte in nennenswerter Zahl trugen. In diesem Umfeld entstanden jene Formen der Schutzgelderpressungen, die heute mit der Mafia assoziiert werden. Es waren die wohlhabenderen unter den Zitronenanbauern, die ihren Nachbarn anboten, ihre Plantagen mit zu bewachen, die ihnen gegen Zahlung von Geld den Zugang zu Wasser sicherten und die es auch von Zahlungen abhängig machten, ob die Ernte rechtzeitig auf die Schiffe nach Nordamerika geladen wurde oder ob die Ernte unbeachtet an den Hafendocks liegen blieb.

## Einzelbelege
1. ↑  Helena Attlee: The Land Where Lemons Grow. S. 48.
2. ↑  Helena Attlee: The Land Where Lemons Grow. S. 52.
3. ↑  Helena Attlee: The Land Where Lemons Grow. S. 63.
4. 1 2 3  Helena Attlee: The Land Where Lemons Grow. S. 68.
5. ↑  Helena Attlee: The Land Where Lemons Grow. S. 70.